# Wingenshof
Wingenshof ist ein Stadtteil von Hennef (Sieg).

## Lage
Der ehemalige Weiler liegt in einer Höhe von 98 Metern über N.N. am östlichen Stadtrand. In unmittelbarer Nähe befindet sich der Übergang der Bundesautobahn 560 zur Bundesstraße 8.

## Geschichte
1910 gab es in Wingenshof die Haushalte Ackerer Wilhelm Knecht, Ackerer Peter Laufs und Dreher Josef Zimmermann. Damals gehörte der Ort zur Gemeinde Geistingen.